# 2024年日本維新の会代表選挙
2024年日本維新の会代表選挙（2024ねんにっぽんいしんのかいだいひょうせんきょ）は、2024年（令和6年）12月1日に行われた、日本維新の会の党首である代表を選出する選挙である。

## 概要
第50回衆議院議員総選挙で、日本維新の会は全国政党化を目指し164人を擁立したが、大阪の19の小選挙区で全勝した一方で兵庫では全敗となった。関西以外の大半の選挙区で苦戦を強いられ、比例では前回より約300万票減、前回獲得した東北・中国・四国の各ブロックで議席を失った。近畿ブロックでは第一党の座を守ったものの前回から3議席減。結果、獲得議席は公示前の44議席から6議席減となる38議席に留まった。
選挙結果を受け、馬場伸幸代表は「最大の目標は与党の過半数割れだ。達成されれば、その一翼を担った自負は持っていい」と発言したが、10月30日に行われた国会議員団の役員会で浅田均参議院会長が「選挙は大惨敗であり、責任を取るべきだ」として、馬場代表と藤田文武幹事長（選挙対策本部長）に辞意を表明するよう求めるなど、党内では執行部に辞任を求める声が上がった。
10月31日、馬場は党の会議で代表選挙を早急に行いたいという考えを示した。11月6日の常任役員会で、代表選挙の実施の是非を問う特別党員によるインターネット投票の結果が公表され、投票総数768票のうち賛成が696票、反対が56票であったとして選挙を行うことを正式に決定。翌日には11月17日告示、12月1日投開票の日程で実施することが発表された。
12月1日、臨時党大会にて投開票が行われ、吉村が新代表に選出された。
12月2日、吉村の代表就任を受けて国会内で両院議員総会を開き、共同代表に前原誠司、幹事長に岩谷良平、政務調査会長に青柳仁士、国会対策委員長に漆間譲司、総務会長に阿部司を起用する新たな幹部人事を決定。

## 選挙データ

### 代表
- 選挙時：馬場伸幸（第3代）
- 選挙後：吉村洋文（第4代）

### 告示日
- 2024年（令和6年）11月17日[14]

### 投開票日
- 2024年（令和6年）12月1日[14]

### 選挙制度

#### 選挙権
- 特別党員（党所属国会議員・地方議員・首長と、それぞれの公認候補予定者）：846人
- 一般党員（党費を連続して2年以上納入している者）：2万5025人

#### 被選挙権
- 特別党員で、50人以上の特別党員の推薦を得た者

推薦人は、前回2022年の代表選では30人以上だったが、特定候補への推薦人の偏在を回避し全国政党化を進めるため、引き上げられた。国会議員と地方議員を少なくとも1人ずつ含めることとされ、自身が所属または関係する議会会派から5人以上（会派が10人未満の場合は過半数）とした。

#### 投票
特別党員は12月1日の臨時党大会で直接投票。一般党員は11月19日～11月30日に郵便投票。特別党員・一般党員にかかわらず1人1票とし、最多得票を獲得した候補者が当選。

### 選挙啓発
変革を起こす覚悟

## 主な争点
- 議席減を受け、次期参院選に向けた党勢回復[17][18]。
- 大阪一極集中からの脱却の是非[19]。
- 政府与党（自民党・公明党）と是々非々の関係を維持してきたこれまでの路線の継続の是非[20]。
- 立憲民主党をはじめとする他の野党との距離感[21]。

## 立候補者
届け出順。
| 肖像 | 立候補者 | 年齢 | 現職                                                                          | 立候補表明日 | 立候補歴 |
| ---- | -------- | ---- | ----------------------------------------------------------------------------- | ------------ | -------- |
|      | 吉村洋文 | 49   | 大阪府知事 日本維新の会共同代表 大阪維新の会代表                              | 11月12日     | 初       |
|      | 金村龍那 | 45   | 衆議院議員（2期・比例南関東ブロック） 日本維新の会副幹事長 神奈川維新の会代表 | 11月15日     | 初       |
|      | 空本誠喜 | 60   | 衆議院議員（3期・広島4区） 広島維新の会代表                                   | 11月15日     | 初       |
|      | 松沢成文 | 66   | 参議院議員（3期・神奈川県選挙区）                                             | 11月14日     | 初       |

### 主な推薦人
衆議院議員
- 池下卓
- 岩谷良平
- 漆間譲司
- 黒田征樹
- 守島正

地方自治体首長
- 永藤英機
- 藤原敏司
- 山入端創
- 横山英幸

都道府県議会議員
- 大阪府議会議員（30名）

市区町村議会議員
- 大阪市会議員（9名）
- 堺市議会議員（2名）

衆議院議員
- 阿部圭史
- 阿部司
- 池畑浩太朗
- 猪口幸子
- 浦野靖人

都道府県議会議員
- 奈良県議会議員（4名）
- 東京都議会議員（1名）
- 神奈川県議会議員（1名）
- 兵庫県議会議員（1名）

市区町村議会議員
- 東京都（19名）
- 神奈川県（9名）
- 兵庫県（3名）
- 愛知県（2名）
- 大阪府（2名）
- 京都府（1名）
- 奈良県（1名）
- 福岡県（1名）

衆議院議員
- 市村浩一郎
- 伊東信久
- 奥下剛光
- 高橋英明
- 林佑美
- 三木圭恵

都道府県議会議員
- 宮城県議会議員（1名）
- 京都府議会議員（1名）
- 鳥取県議会議員（1名）
- 大分県議会議員（1名）

市区町村議会議員
- 埼玉県（12名）
- 宮城県（4名）
- 茨城県（3名）
- 千葉県（3名）
- 奈良県（3名）
- 北海道（2名）
- 長野県（2名）
- 京都府（2名）
- 岡山県（2名）
- 秋田県（1名）
- 栃木県（1名）
- 東京都（1名）
- 新潟県（1名）
- 鳥取県（1名）
- 福岡県（1名）
- 大分県（1名）

参議院議員
- 梅村みずほ
- 嘉田由紀子
- 串田誠一
- 中条きよし
- 松野明美
- 山口和之

都道府県議会議員
- 神奈川県議会議員（3名）
- 京都府議会議員（1名）

市町村議会議員
- 千葉県（9名）
- 神奈川県（9名）
- 東京都（8名）
- 埼玉県（3名）
- 愛知県（2名）
- 大阪府（2名）
- 北海道（1名）
- 栃木県（1名）
- 石川県（1名）
- 福井県（1名）
- 長野県（1名）
- 静岡県（1名）
- 沖縄県（1名）

吉村は大阪府議会議員を中心に、全員を大阪維新の会所属の議員や首長で固めた。金村は神奈川や東京を中心に、松沢も神奈川を含む関東を中心に集めた。空本はあえて地元の広島を除き、19都道府県から確保した。現執行部には金村を支援する動きがある。

### 立候補を断念した人物
- 馬場伸幸 - 現職、衆議院議員。
  - 11月6日、自身のX（旧Twitter）で出馬しないことを表明した[27][28][29]。
- 藤田文武 - 党幹事長、衆議院議員。
  - 11月7日、馬場に続き出馬を否定した[30]。
- 東徹 - 元党総務会長、衆議院議員。
  - 党内に推す声があったが[31]、11月11日、不出馬を明言した[32]。
- 柳ヶ瀬裕文 - 党総務会長、参議院議員。
  - 党内に推す声があったが[33]、出馬しなかった。
- 中川貴大 - 東京都国立市議会議員。
  - 出馬を模索したが[34][31]、推薦人規定を満たせず断念した。

## タイムライン
- 10月27日 - 第50回衆議院議員総選挙で、公示前から議席数を減らし敗北。
- 10月31日 - 党本部で常任役員会を開き、11月下旬から12月上旬をめどに代表選を実施する方針を決定。実施の可否は議員などの電子投票で判断[35]。
- 11月6日
  - 議員などを対象に行った代表選実施の賛否を問う電子投票の結果が、賛成696票、反対56票と判明し、常任幹事会は11月17日告示、12月1日投開票の日程で選挙を行うと正式決定[36]。
  - 馬場伸幸がX（旧Twitter）で立候補しないと表明[37]。
- 11月7日 - 藤田文武が記者会見で立候補しない意向を表明[38]。
- 11月8日 - 党本部で立候補者説明会を開催。2陣営が参加[39]。
- 11月12日
  - 吉村洋文が記者会見で立候補を表明[22]。
  - 金村龍那が記者会見で立候補の意向を表明[40]。
- 11月14日 - 松沢成文が記者会見で立候補を表明[24]。
- 11月15日
  - 空本誠喜が記者会見で立候補を表明[41]。
  - 金村が記者会見で立候補を正式表明[42]。
- 11月17日 - 告示。4人が立候補を届け出[43]。
- 11月19日 - 一般党員による郵便投票を開始。
- 11月30日 - 郵便投票を締め切り。
- 12月1日 - 臨時党大会。特別党員の投票。郵便投票と合わせて開票。吉村が当選。

## 選挙結果
吉村が全体の約8割の票を獲得し、2位以下に大差をつけて当選。吉村は地域政党の大阪維新の会代表を兼任する。

### 候補者別得票数
| 候補者             | 得票数 | 得票率 |
| ------------------ | ------ | ------ |
| 吉村洋文           | 8547   | 79.58% |
| 松沢成文           | 1066   | 9.93%  |
| 金村龍那           | 635    | 5.91%  |
| 空本誠喜           | 492    | 1.78%  |
| 総計               | 10740  | 100.0% |
| 有効票数（有効率） | 10740  | 99.36% |
| 無効票数（無効率） | 69     | 0.64%  |
| 投票総数（投票率） | 10809  | -%     |
| 出典：             |        |        |